# Caspar Bucher

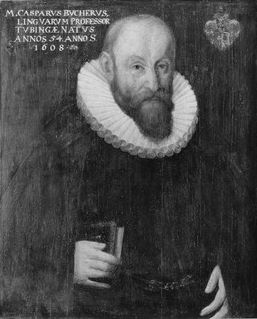
Caspar Bucher, Porträt von 1608 in der Tübinger Professorengalerie

Caspar Bucher (* 1554 in Österreich; † 12. Oktober 1617 in Tübingen) war ein deutscher Philologe, Philosoph und Bibliothekar.

## Leben
Caspar Bucher wurde 1572 in Tübingen immatrikuliert und 1578 wiederimmatrikuliert. Er bekam den Bacc. art. und 1580 den Mag. art. 1581 wurde er in Heidelberg immatrikuliert und studierte dort Theologie. Später war er Rektor des Contuberniums und Informator der Söhne des Grafen Solms. 1592–1617 folgte er einem Ruf als Professor für Beredsamkeit und griechische Sprache an der Artistenfakultät in Tübingen. Er übernahm 1592 die Vorlesung für Beredsamkeit in der 3. Klasse und 1600 die Vorlesung Hettlers. Er wurde 1606 Mitglied des Fakultätsrats und Senats und vertrat seit 1607 Beredsamkeit in der 4. Klasse sowie Griechisch in der 3. Klasse. 1607–1617 war er Bibliothekar der Universität Tübingen und beim Tode auch Rektor des Contuberniums.